# Jean-Baptiste Joseph Lucas
Pour les articles homonymes, voir Lucas.
Jean-Baptiste Joseph Lucas est un homme politique français, né le 19 mars 1737 à Taxat-Senat (Allier) et mort le 25 décembre 1800 à Paris.

## Biographie
Notaire royal et procureur du roi au grenier à sel de Gannat sous l'Ancien Régime, il est élu député suppléant de l'Allier aux États généraux, et admis à siéger le 1er décembre 1789 en remplacement de Coiffier du Breuille, démissionnaire le 1er décembre 1789. Rallié au coup d'État du 18 brumaire  (9 novembre 1799), il est député du Corps législatif pour l'Allier en 1800 mais meurt quelques mois plus tard.

## Sources
- « Jean-Baptiste Joseph Lucas », dans Adolphe Robert et Gaston Cougny, Dictionnaire des parlementaires français, Edgar Bourloton, 1889-1891 [détail de l’édition]